# ۵ دی
۵ دی دویست و هشتاد و یکمین روز سال در گاه‌شماری خورشیدی است. به پایان سال ۸۴ روز (۸۵ روز در سال کبیسه) باقی‌است. این روز، به عنوان روز ملی ایمنی در برابر زلزله و کاهش اثرات بلایای طبیعی در تقویم ثبت شده است.

## رویدادها
شکست اعراب از ایران در جنگ قادسیه نهاوند امروزی 
سال ۱۹هجری قمری 
- ۱۲۹۴ - شکست نیروهای مقاومت مردمی به رهبری حیدر لطیفیان، در جریان نبرد رباط‌کریم در طی جنگ جهانی اول توسط ارتش روسیه.

- ۱۳۱۹ - برای نخستین بار در ایران به سبک اروپایی در اصفهان از مردم سرشماری به عمل آمد و ۲۰۴٬۶۰۰ تن را ساکن شهر اصفهان گزارش کردند
- ۱۳۸۲ - زمین‌لرزه ۱۳۸۲ بم
- ۱۳۸۸ - تظاهرات جنبش سبز در تاسوعا
- ۱۳۹۵ - اجرای حکم قطع چهار انگشت دو برادر در ارومیه

## زادروزها
- ۱۳۰۵ - علی جوان، فیزیک‌دان
- ۱۳۱۳ - غلامحسین ابراهیمی دینانی، فیلسوف
- ۱۳۱۷ - بهرام بیضایی، نویسنده و کارگردان
- ۱۳۲۱ - رضا ناجی، بازیگر
- ۱۳۲۳ - اکبر کارگرجم، فوتبالیست
- ۱۳۲۶ - شهلا ناظریان، صداپیشه
- ۱۳۴۸ - هومن برق‌نورد، بازیگر
- ۱۳۵۵ - فراز کمالوند، مربی
- ۱۳۶۲ - آرمین نوابی، سکولاریسم
- ۱۳۷۰ - سعید ملایی، جودوکار
- ۱۳۷۳ - حسن یزدانی، کشتی‌گیر

## درگذشتگان
- ۱۲۹۴ - حیدر لطیفیان، فرمانده نبرد رباط‌کریم در طی اشغال ایران در جنگ جهانی اول
- ۱۳۵۷ - کامران نجات‌اللهی، استاد دانشگاه پلی تکنیک تهران
- ۱۳۸۲ - ایرج بسطامی، خواننده
- ۱۳۸۶ - اکبر رادی، نمایشنامه‌نویس
- ۱۴۰۱ - محمد مرادی، از کشته‌شدگان خیزش ۱۴۰۱ ایران